# Chelbachebeilanden
De Chelbachebeilanden (ook wel de Rock Islands genoemd) is een eilandengroep in het land Palau. Deze groep bestaat uit een kleine 300, merendeels onbewoonde eilanden. Het zijn oorspronkelijk koraalriffen die door tektonische opheffing omhoog zijn gekomen. Het hoogste punt bevindt zich op 207 meter. De eilanden zijn de belangrijkste toeristische attractie van Palau en staan sinds 2012 op de Werelderfgoedlijst. De riffen tussen de eilanden zijn geliefd bij duikers. Deze rotsachtige eilanden hebben vaak een smallere basis die gevormd is door erosie.
Een bijzondere duiklocatie is het Jellyfish Lake op het eiland Eil Malk waar miljoenen kleine goudkleurige schijfkwallen doorheen zwemmen. Deze kwallen kunnen niet steken waardoor badgasten ongeschonden tussen hen door kunnen zwemmen. Het meer is via tunnels verbonden met de oceaan.
- Virtual International Authority File: 309652620